# Wen Pei Fang
Fang Wen-Pei (方文培 ; 1899-1983) est un  botaniste chinois, expert en rhododendrons et de la   famille des érables. Il a travaillé à l'Institut de Botanique et à l'Académie chinoise des sciences après avoir obtenu ses diplômes à l'Université du Sud-Est à Nanjing, Chine. Fang a complété sa formation à l'Université d'Édimbourg en 1934 et a obtenu son doctorat en 1937. La même année, il retourne en Chine où il devient professeur de biologie à l'Université du Sichuan jusqu'à sa mort,.
Fang Wen-Pei a identifié plus de 100 nouvelles espèces dont plus de 40 ont été nommées par lui-même. Il a publié 8 monographies et plus de 50 articles. Fang Wen-Pei a été désigné comme « l'un des botanistes chinois les plus distingués »,.